# Jaime Sáenz
Jaime Sáenz Guzmán (n. 1921 – d. 1986) a fost un poet și romancier bolivian.

## Opere
- El escalpelo (1955).
- Aniversario de una visión (1960).
- Visitante profundo (1964).
- Muerte por el tacto (1967).
- Recorrer esta distancia (1973).
- Bruckner. Las tinieblas (1978).
- Imágenes pacenhas (1979).
- Al pasar un cometa (1982).
- La noche (1984).
- Los cuartos (1985).
- La piedra imán (1989).
- Felipe Delgado -roman- (1989).
- Los papeles de Narciso Lima Acha (1991).
- La noche (1984).
- Los cuartos (1985).
- Obras inéditas (1996).
- Obra dramática (2005).
- La bodega de Jaime Saenz (2005).